# Port lotniczy Beauvais-Tillé
Port lotniczy Beauvais-Tillé (fr.: Aéroport de Beauvais-Tillé, kod IATA: BVA, kod ICAO: LFOB) – międzynarodowe lotnisko położone opodal Beauvais w miejscowości Tillé, 84 km na północ od centrum Paryża. Jest najmniejszym portem lotniczym w regionie Paryża obsługującym głównie tanie linie lotnicze. W 2010 obsłużył 2,9 mln pasażerów.
W roku 2015 port trafił na listę 10 najgorszych lotnisk na świecie

## Kierunki i linie lotnicze
| Linia lotnicza | Kierunek |
| -------------- | --- |
| EasyJet        | 1. Lizbona 2. Mediolan-Malpensa 3. Nicea |
| HiSky          | 1. Baia Mare 2. Kiszyniów |
| Ryanair        | 1. Agadir 2. Alicante 3. Barcelona 4. Bari 5. Belfast 6. Béziers 7. Mediolan-Bergamo 8. Bolonia 9. Brindisi 10. Budapeszt 11. Bukareszt (od 29 października 2023) 12. Cagliari 13. Katania (od 29 października 2023) 14. Kluż-Napoka 15. Cork (od 29 października 2023) 16. Dublin 17. Edynburg 18. Faro 19. Fez 20. Madera 21. Gdańsk 22. Helsinki 23. Jassy 24. Kraków 25. Leeds/Bradford 26. Lizbona 27. Liverpool 28. Madryt 29. Malaga 30. Malta 31. Manchester 32. Marrakesz 33. Marsylia 34. Nador 35. Neapol 36. Oujda 37. Palermo 38. Pafos 39. Piza 40. Porto 41. Poznań 42. Praga 43. Rabat 44. Ryga 45. Rzym-Fiumicino 46. Santander 47. Santiago de Compostela 48. Saloniki 49. Saragossa 50. Sewilla 51. Sofia 52. Sztokholm-Arlanda (od 29 października 2023) 53. Tanger 54. Tirana (od 31 października 2023) 55. Treviso 56. Turyn 57. Walencja 58. Wiedeń 59. Warszawa-Modlin 60. Wilno 61. Wrocław 62. Zagrzeb Sezonowo: 1. Amman 2. Figari 3. Girona 4. Ibiza 5. Lanzarote 6. Palma de Mallorca 7. Teneryfa-Południe 8. Zadar |
| Wizz Air       | 1. Belgrad 2. Bukareszt 3. Katania (od 19 grudnia 2023) 4. Kluż-Napoka 5. Krajowa 6. Gdańsk 7. Jassy 8. Kutaisi 9. Larnaka 10. Skopje 11. Sofia 12. Suczawa 13. Timișoara 14. Tirana 15. Wilno |